# كلير أميرة لوكسمبورغ
كلير أمير لوكسمبورغ (بالألمانية: Prinzessin Claire von Luxemburg)‏ (21 مارس 1985) زوجة فيليكس أمير لوكسمبورغ.